# Adelpherupa auruntiacus
Adelpherupa auruntiacus là một loài bướm đêm trong họ Crambidae.